# Бальдрик, Лола
Мария Долорес Муньос (исп. María Dolores Muñoz), более известная под псевдонимом Лола Бальдрик (исп. Lola Baldrich, род. 7 мая 1971 года) — испанская певица и актриса театра и кино, наиболее известная по роли Лусии Гарсии в сериале «Чёрная лагуна».
Номинировалась на премию Объединения актёров за роль Гертруды в сериале «Врач семьи».

## Биография
Лола Бальдрик родилась 7 мая 1971 года. Она училась в мадридском университете Комплутенсе на факультете философии и литературы, а также в RESAD (Королевская школа драматического искусства), где получила степень бакалавра в области драматического искусства.
С 1988 года являлась участницей поп-группы «Objetivo Birmania». С конца 1990 года начала активно заниматься работами в театре и на телевидении.
Основные направления карьеры Лолы Бальдрик — театр и телевизионные сериалы, а в большом кино она играет в основном второстепенные роли. Лола Бальдрик снялась также в нескольких короткометражных фильмах В сериале «Врач семьи» она сыграла медсестру Гертруду. Героиня Лолы полюбилась зрителям и принесла ей известность. В 2010 году она начала сниматься в сериале «Чёрная лагуна», в котором играла наиболее известную свою героиню Лусию Гарсию.
Лола Бальдрик замужем и имеет двух детей: Александру (род. 1999) и Хуана (род. 2004).
В 2010 году Лола Бальдрик появилась на октябрьском выпуске журнала Interviú.

## Фильмография
| Год       |     | Русское название            | Оригинальное название     | Роль                              |
| --------- | --- | --------------------------- | ------------------------- | --------------------------------- |
| 1989      | кор |                             | El pañuelo de mármol      | Chica casting                     |
| 1990      | ф   | Континенталь                | Continental               | Проститутка / Prostituta          |
| 1992—1992 | с   | Золото и грязь              | El oro y el barro         |                                   |
| 1993      | ф   |                             | Huidos                    | Исабель / Isabel                  |
| 1993      | ф   |                             | Tocando fondo             | Ана Роса / Ana Rosa               |
| 1995—1999 | с   | Врач семьи                  | Médico de familia         | Гертруда Юнкера / Gertru Yunquera |
| 1996      | ф   |                             | Corsarios del chip        | Мариса / Marisa                   |
| 1996      | ф   |                             | Tengo una casa            | Эва / Eva                         |
| 1998—2002 | с   | Партнёры                    | Compañeros                | Лусия / Lucía                     |
| 1998      | ф   |                             | Necesidades               |                                   |
| 1998      | кор |                             | Créeme, estoy muerto      | Мария / María                     |
| 1999—2009 | с   | Комиссар                    | El comisario              | Аврора Бильбао / Aurora Bilbao    |
| 1999—2006 | с   | 7 жизней                    | 7 vidas                   | Кристина / Cristina               |
| 2000      | с   |                             | Pasapalabra               | Камео                             |
| 2004      | ф   | Седьмой день                | El 7º día                 | камео                             |
| 2005      | с   | Любовь во время переворотов | Amar en tiempos revueltos | Росио Суньига / Rocío Zúñiga      |
| 2007—2010 | с   | Чёрная лагуна               | El internado              | Лусия / Lucía                     |
| 2008      | кор |                             | Vlog                      | Мать / Madre                      |
| 2008—2008 | с   |                             | Lex                       |                                   |
| 2010      | ф   | Бумажные птицы              | Pájaros de papel          | Мария / María                     |